# Angelika Richter (Kunsthistorikerin)
Angelika Richter (geboren 1971 in Dresden) ist eine deutsche Kulturwissenschaftlerin, Kunsthistorikerin und Kuratorin. Neben Gegenwartskunst gehören zu ihren Schwerpunkten kulturwissenschaftliche Geschlechterforschung, Kunst und Kultur Osteuropas (insbesondere der DDR) sowie die Geschichte der Performance- und Medienkunst. Am 1. Juni 2021 übernahm sie als Rektorin die Leitung der Kunsthochschule Berlin-Weißensee.

## Berufsweg
Nach einjährigen Aufenthalten in London und Paris studierte Angelika Richter Kunstgeschichte, Philosophie und Germanistik an der Eberhard Karls Universität Tübingen und an der Freien Universität Berlin. Ihren M.A. schloss sie mit einer medienkritischen Arbeit zum erstmalig auf der documenta X präsentierten Film dial H-I-S-T-O-R-Y (1997) des belgischen Filmemachers Johan Grimonprez ab. Ihre Promotionsschrift zu Kunst und Genderkritik in der DDR verfasste sie an der Hochschule für Grafik und Buchkunst Leipzig und an der Carl von Ossietzky Universität Oldenburg, wo sie zum Dr. phil. promoviert wurde.
Von 1997 bis 2001 arbeitete sie als freie Mitarbeiterin in Galerien (shift. e.V., Dogenhaus Projekte Berlin, Performa 97) und realisierte in Zusammenarbeit mit Galerie Barbara Thumm Ausstellungsprojekte sowie Video- und Filmpräsentationen in Berlin und im internationalen Kunstkontext (Badischer Kunstverein, Karlsruhe; Trafo Budapest; Bunkier Sztuki, Krakau). 2001 ging sie nach Liverpool und war bis 2003 als International Exhibition Coordinator für die Liverpool Biennale 2002 in Großbritannien tätig. Künstlerische Leiterin und Geschäftsführerin der Werkleitz Gesellschaft e. V., Zentrum für künstlerische Bildmedien Sachsen-Anhalt in Halle war sie von April 2003 bis März 2006, wo sie 2004 die 6. Werkleitz Biennale Common Property/Allgemeingut leitete und 2006 die 7. Werkleitz Biennale ko-kuratierte. Ab 2007 war sie als freiberufliche Kuratorin tätig.
Von 2018 bis 2021 war sie Geschäftsführerin des Deutschen Künstlerbundes e. V.
Sie war Mitglied des internationalen Forschungsnetzwerkes der DFG Aktionskunst jenseits des Eisernen Vorhangs und Gastwissenschaftlerin am Leibniz-Institut für Geschichte und Kultur des östlichen Europa, Leipzig.  Mit transnationaler und interdisziplinärer Schwerpunktsetzung lehrte Angelika Richter an der Burg Giebichenstein Kunsthochschule Halle, von 2007 bis 2009 an der Hochschule für Grafik und Buchkunst Leipzig und an der Bauhaus-Universität Weimar.
Angelika Richter veröffentlicht in Ausstellungspublikationen und ist in Jurys, u. a. für die Senatsverwaltung für Kultur und Europa Berlin, in beratenden Gremien, u. a. im Wissenschaftlichen Beirat Rollenbruch. Kunst und Feminismen des Kunstmuseum Wolfsburg, und als Vortragende tätig, u. a. am Courtauld Institute of Art, London, an der Iowa State University, Ames, am Museum Moderner Kunst Stiftung Ludwig Wien (mumok) und an der Akademie der Künste (Berlin).
Im Februar 2021 wählte der Erweiterte Akademische Senat, das zuständige Berliner Hochschulgremium, sie mit großer Mehrheit als künftige Rektorin der Kunsthochschule Berlin-Weißensee. Angelika Richter trat am 1. Juni 2021 die Stelle an und löste nach 10 Jahren Leonie Baumann ab, die in den Ruhestand geht.

## Kuratorische Arbeiten (Auswahl)
- 2000: no vacancies, in Kooperation mit Galerie Barbara Thumm, Rosa-Luxemburg-Strasse 13, Berlin
- 2002: private affairs. A contemporary video exhibition, Kunsthaus Dresden
- 2004: Common Property/Allgemeingut. 6. Werkleitz Biennale Halle (Saale)
- 2006: Happy Believers. 7. Werkleitz Biennale, Halle (Saale)
- 2008: Mutti ist böse, Galerie Barbara Thumm, Berlin
- 2009: und jetzt. Künstlerinnen aus der DDR, Künstlerhaus Bethanien Berlin
- 2009: Gender Check. Femininity and Masculinity in the Art of Eastern Europe, mumok Wien (Kuratorin Bojana Pejić)
- 2010: Neues Ausstellen. (Marion-Ermer-Preis), Neues Museum Weimar
- 2013: Die Herstellung von Sichtbarkeit. (Marion-Ermer-Preis), Neues Museum Weimar[5]
- 2018: Left Performance Histories. Recollecting Artistic Practices in Eastern Europe, Neue Gesellschaft für bildende Kunst (nGbK) Berlin
- 2019: Die wir nie gewesen sind, Deutscher Künstlerbund, Berlin

## Publikationen und Aufsätze (Auswahl)
- (Hrsg.): Und jetzt: Künstlerinnen aus der DDR. Katalog, Verlag für Moderne Kunst, Nürnberg 2009, ISBN 978-3-941185-73-9.
- (Hrsg.): Neues Ausstellen. Katalog, argobooks, Berlin 2010, ISBN 978-3-942700-00-9.
- (Hrsg.): Die Herstellung von Sichtbarkeit. Katalog, argobooks Berlin 2013, ISBN 978-3-942700-45-0.
- (Hrsg.): Das Böse ist ein Eichhörnchen. Kulturtheoretische und künstlerische Betrachtungen zum Bösen, Lubok Verlag Leipzig, 2016, ISBN 978-3-945111-12-3.
- Zwischen Ausstieg und Aktion. Die Erfurter Subkultur der 1960er, 1970er und 1980er Jahre. Kerber, Berlin 2014, ISBN 978-3-8667-8928-9.
- Gegenstimmen. Kunst in der DDR 1975–1989. Katalog, Deutsche Gesellschaft in Zusammenarbeit mit der Künstlerhaus Bethanien GmbH, 2016, ISBN 978-3-941230-51-4.
- Performance Art in the Second Public Sphere. Routledge, London/New York, 2018, ISBN 978-1-138-72327-6.
- Left Performance Histories. Recollecting Artistic Practices in Eastern Europe. Katalog, nGbK, 2018, ISBN 978-3-938515-72-3.
- Das Gesetz der Szene. Genderkritik, Performance Art und zweite Öffentlichkeit in der späten DDR. Dissertation, transcript, Bielefeld 2019, ISBN 978-3-8394-4572-3.Auszüge
- Feministische Avantgarde. Kunst der 1970er Jahre. Bd. 2, Katalog, SAMMLUNG VERBUND, Wien, 2021.
- Worin unsere Stärke besteht. Fünfzig Künstlerinnen aus der DDR Katalog, Kunstraum Kreuzberg/Bethanien, 2022, ISBN 978-3-95476-566-9.
- Magnetizdat DDR. Magnetbanduntergrund Ost 1979-1990. Verbrecher Verlag Berlin, 2023, ISBN 978-3-95732-476-4.